# Ryszard Wiśniewski (filozof)

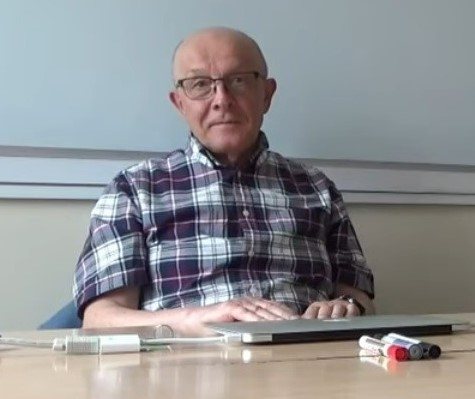
Ryszard Wiśniewski

Ryszard Wiśniewski (ur. 1947) – polski filozof i etyk, doktor habilitowany filozofii, profesor emerytowany Uniwersytetu Mikołaja Kopernika w Toruniu i Uniwersytetu Jana Długosza w Częstochowie oraz niepublicznych uczelni: Kaszubsko-Pomorskiej Szkoły Wyższej w Wejherowie i Wyższej Szkoły Administracji w Bielsku-Białej.

## Życiorys
W jego życiorysie i karierze naukowej można wyróżnić dwa etapy: toruński i częstochowski.

### Etap toruński
W 1970 ukończył magisterskie studia prawnicze na Wydziale Prawa i Administracji Uniwersytetu Mikołaja Kopernika w Toruniu. W latach 1973–1976 podjął dalsze kształcenie na poziomie doktoranckim z filozofii na ówczesnym Wydziale Humanistycznym UMK. Rozprawę doktorską z zakresu aksjologii na temat „Dobro: moralność, szczęście i piękno. Studium aksjologii Władysława Tatarkiewicza” pod kierunkiem doc.dr. Stanisława Soldenhoffa obronił w 1976 i uzyskał stopień doktora nauk humanistycznych w dyscyplinie filozofia. Habilitował się w zakresie filozofii (i etyki) w 1994 na Wydziale Filozoficznym Uniwersytetu Jagiellońskiego na podstawie rozprawy (monografii naukowej) pt. Możliwość probabilizmu etycznego. Studium metaetyczne ewolucji empiryzmu w etyce polskiej (UMK, Toruń 1992), uzyskując stopień doktora habilitowanego w dziedzinie nauk humanistycznych w dyscyplinie (i specjalności) filozofia.  
Po uzyskaniu tytułu zawodowego magistra rozpoczął pracę naukowo-dydaktyczną (akademicką) na Uniwersytecie Mikołaja Kopernika w Toruniu w Zakładzie Etyki Instytutu Filozofii na Wydziale Humanistycznym. Z UMK związał się na kilkadziesiąt lat, w którym nie tylko studiował i rozwijał się naukowo, ale także poświęcił mu większość swojego życia zawodowego. W okresie od 01.10.1971 do 30.09.2014 pracował tamże na różnych stanowiskach badawczo-dydaktycznych, począwszy od asystenta, poprzez adiunkta, a skończywszy na profesorze nadzwyczajnym. Pełnił również funkcję kierownika Zakładu Etyki, a potem Zakładu Aksjologii i Etyki Społecznej. W latach 2004–2008 i 2015 pełnił także funkcję przewodniczącego Zarządu Toruńskiego Oddziału Polskiego Towarzystwa Filozoficznego działającego przy Instytucie Filozofii UMK. Od 2008 do 2018 był też redaktorem naczelnym (a wcześniej wiceredaktorem naczelnym: 2003-2007 i sekretarzem redakcji: 1996-2002) „Ruchu Filozoficznego” – oficjalnego kwartalnika PTF oraz Instytutu Filozofii UMK i zarazem najdłużej ukazującego się polskiego, naukowego czasopisma filozoficznego, publikowanego nakładem Wydawnictwa UMK. Pracę w UMK (oraz po przejściu na emeryturę) łączył z pracą na stanowiskach profesora w niepublicznych uczelniach: Kaszubsko-Pomorskiej Szkole Wyższej w Wejherowie (na Wydziale Społeczno-Przyrodniczym w Katedrze Socjologii, 2003-2014) oraz Wyższej Szkole Administracji w Bielsku-Białej (2015–2016).
Do najważniejszych publikacji naukowych Wiśniewskiego z tego okresu należy zaliczyć: Możliwość probabilizmu etycznego. Studium metaetyczne ewolucji empiryzmu w etyce polskiej (1992) – monografia habilitacyjna; Probabilizm etyczny (1999) – artykuł w „Przeglądzie Filozoficznym – Nowej Serii” korespondujący z rozprawą habilitacyjną; Historia filozofii i etyki do współczesności. Źródła i komentarze (wraz z W. Tyburskim i A. Wachowiakiem, 2002, różne wersje i wydania) - skrypt akademicki; Dobro: moralność, szczęście i piękno. Studium aksjologii Władysława Tatarkiewicza (2013) – monografia podoktorska; oraz jako (współ)redaktor i współautor prac zbiorowych: Wybrane pojęcia i problemy etyki (1984) – encyklopedia etyczna; Studia z dziejów filozofii zła (1999); Polska filozofia analityczna. W kręgu Szkoły Lwowsko-Warszawskiej (1999); Tadeusz Czeżowski (1889 – 1981). Dziedzictwo idei: logika – filozofia – etyka (2002).
Do wyżej wymienionych prac należy dodać: udział w wielu konferencjach (i artykułach pokonferencyjnych) organizowanych przez instytuty (katedry/zakłady) filozofii i etyki (w Uniwersytecie Mikołaja Kopernika, Uniwersytecie Warszawskim, Uniwersytecie Jagiellońskim, Katolickim Uniwersytecie Lubelskim, Uniwersytecie Marii Curie-Skłodowskiej, Uniwersytecie im. Adama Mickiewicza, Polskiej Akademii Nauk - Zespole Badawczym Etyki Życia Gospodarczego Instytutu Filozofii i Socjologii PAN); wkład programowy i organizacyjny VI i VII Polskiego Zjazdu Filozoficznego; oraz autorstwo różnych opracowań naukowych i ekspertyz przygotowanych na zlecenie otoczenia społeczno-gospodarczego (np. dla UMK, miasta Torunia oraz powiatu toruńskiego).
Autorstwo licznych prac naukowych i eksperckich oraz wystąpień naukowych na konferencjach i sympozjach ugruntowało Wiśniewskiego jako znawcę problematyki aksjologicznej i filozoficzno-moralnej, a szczególnie metaetyki i metodologii etyki oraz najnowszej historii filozofii polskiej (w tym etyki marksistowskiej – np. M. Fritzhanda; szkoły etycznej Katolickiego Uniwersytetu Lubelskiego – K. Wojtyły, T. Stycznia; filozofii H. Elzenberga; a zwłaszcza szkoły lwowsko-warszawskiej – W. Tatarkiewicza, T. Czeżowskiego). Na gruncie badań z zakresu metaetyki i metodologii etyki Wiśniewski sformułował i uzasadnił pogląd, że współcześnie formuła (znanego z dziejów etyki) sporu między relatywizmem a absolutyzmem etycznym wyczerpała się na rzecz stanowisk (nazwanych przezeń probabilizmem etycznym) opowiadających się za koniecznością stałego przezwyciężania relatywizmu w obszarze poszukiwania wartości i norm, poprzez stosowanie procedur uprawdopodobniających nasze oceny, które wzmacniają uniwersalność norm. W swoich badaniach podejmował również zagadnienia zła, poczucia winy, etyki biznesu, etyki prawniczej, etyki życia społeczno-politycznego i gospodarczego oraz różnych aspektów etyki szczegółowej i stosowanej.
Okres toruński należy uznać za pierwotny i najważniejszy w karierze naukowej i zawodowej Wiśniewskiego. W okresie tym ukształtował się jako samodzielny pracownik nauki i rozpoznawany w Polsce filozof i etyk oraz autor licznych publikacji naukowych, wnoszących duży wkład w rozwój polskiej filozofii, szczególnie etyki i metaetyki (o czym świadczyć może powołanie go w 2010 na członka honorowego Polskiego Towarzystwa Etycznego, a w 2019 - Polskiego Towarzystwa Filozoficznego, i eksperta w różnych zespołach badawczych z tego zakresu).

### Etap częstochowski
Po przejściu na emeryturę w UMK, już jako doświadczony filozof i badacz, kontynuował dalej swoją karierę naukowo-dydaktyczną i zainteresowania z filozofii moralnej na Akademii im. Jana Długosza (przekształconej ostatecznie w Uniwersytet Jana Długosza) w Częstochowie, współtworząc i rozwijając „częstochowską” filozofię. Od 1 kwietnia 2016 do 30 września 2023 pracował tamże na stanowisku profesora uczelni na Wydziale Historyczno-Filologicznym (przekształconym w Wydział Humanistyczny) w Zakładzie Filozofii, przyczyniając się w istotny sposób do jej naukowego rozwoju i przekształcenia w Instytut Filozofii (obecnie w miejsce tegoż Instytutu powołana została Katedra). Miała na to wpływ również krajowa rozpoznawalność i współpraca naukowa Wiśniewskiego, zwłaszcza z zespołem filozofów i etyków Instytutu Filozofii UMK (polegająca na uczestnictwie w wybranych inicjatywach badawczych, a także seminariach doktorskich i podoktorskich) i uczonymi z innych ośrodków naukowych w Polsce (udział w konferencjach i różnych wydarzeniach naukowych). W Instytucie Filozofii UJD pełnił funkcję kierownika Zakładu Etyki i Estetyki oraz był członkiem Rady Dyscypliny Naukowej Filozofia, zapewniając odpowiednią obsadę, uprawnienia i poziom studiów na prowadzonym kierunku filozofia.
Do głównych publikacji naukowych Wiśniewskiego z tego okresu można zaliczyć: Przestrzeń sumienia w życiu publicznym (2017) - redaktor i współautor pracy zbiorowej z serii „Colloquia Torunensia” (oraz inne redakcje i współautorstwa z tej serii); Henryk Elzenberg w sprawie granic etyki niezależnej (2017) – artykuł w „Przeglądzie Filozoficznym – Nowej Serii”; Etyka jako krytyczna rekonstrukcja etosu. Na marginesie badań Marii Ossowskiej (2018) – rozdział w monografii; Aksjologia w szkole lwowsko-warszawskiej (2019) – artykuł w „Studiach z Filozofii Polskiej”; Stanisław Soldenhoff jako filozof moralności i współtwórca podstaw toruńskiego środowiska naukowego (2019) – artykuł w „Ruchu Filozoficznym” ; Intuitionism in Contemporary Polish Ethics. Part I. From Modernism to the Lviv-Warsaw School (2019) oraz Intuitionism in Contemporary Polish Ethics. Part II. Elzenberg – Ingarden – Wojtyła – Styczeń – Przełęcki (2020) – anglojęzyczne artykuły w „Ruchu Filozoficznym”; Etyka cnót obywatelskich w polskiej tradycji i współczesności (2022) – artykuł w „Philosophical Discourses”; Korzenie polskiej refleksji nad etyką metodologicznie autonomiczną i jej wartościami (2023) – rozdział w pracy zbiorowej. Do tego należy też dodać udział w licznych konferencjach i sesjach (i publikacjach pokonferencyjnych) organizowanych przez uczelnie i towarzystwa naukowe.
Ostatnim wystąpieniem Wiśniewskiego (przed przejściem na emeryturę) na UJD był wykład pt. „Filozofia zła”, zarejestrowany przez Koło Naukowe Filozofów UJD i opublikowany w serwisie internetowym YouTube (17.06.2023). 
Wiśniewski jest (był) członkiem wielu ogólnopolskich i międzynarodowych towarzystw i gremiów naukowych oraz zespołów eksperckich:
- Polskiego Towarzystwa Filozoficznego (członek od 1971, 1998-2005 – przewodniczący Sekcji Etyki przy Zarządzie Głównym PTF, 2004-2016 – członek Zarządu Głównego, od 2019 członek honorowy[8]);
- Polskiego Towarzystwa Etycznego (członek honorowy od 2010);
- Europejskiego Stowarzyszenia Etyków ”Societas Ethica” (członek od 1996);
- Komitetu Nauk Filozoficznych Polskiej Akademii Nauk (członek od 1999, a w kadencji 2011-2015 – członek prezydium KNF PAN);
- współpracownikiem eksperckim w ramach UNESCO Division of Ethics of Science and Technology, Social and Human Sciences Sector (od 2004);
- zespołu ekspertów Polskiej Komisji Akredytacyjnej, Sekcji Nauk Humanistycznych w zakresie filozofii (2006-2015);
- zespołu ekspertów (od 2001) i jego przewodniczącym (od 2012) dla kierunku filozofia Uniwersyteckiej Komisji Akredytacyjnej.

Wypromował 8. doktorów z zakresu filozofii, 141 magistrów i 29 licencjatów. Był recenzentem 35 rozpraw doktorskich i 20 habilitacyjnych oraz członkiem i przewodniczącym komisji w postępowaniach habilitacyjnych (awansowych).

## Wybrane publikacje
- Wybrane pojęcia i problemy etyki (praca zbiorowa, redaktor naukowy i współautor), UMK, Toruń 1984.
- Możliwość probabilizmu etycznego. Studium metaetyczne ewolucji empiryzmu w etyce polskiej, UMK, Toruń 1992.
- Polska filozofia analityczna. W kręgu Szkoły Lwowsko-Warszawskiej (praca zbiorowa, redaktor naukowy wraz z W. Tyburskim i współautor, materiały zebr. R. Jadczak), Wydaw. UMK, Toruń 1999.
- Probabilizm etyczny, „Przegląd Filozoficzny – Nowa Seria”, 1999, R. VIII, nr 1 (29).
- Studia z dziejów filozofii zła (praca zbiorowa, redaktor naukowy i współautor), Wydaw. UMK, Toruń 1999.
- Historia filozofii i etyki do współczesności. Źródła i komentarze (wraz z W. Tyburskim i A. Wachowiakiem), Dom Organizatora (Towarzystwo Naukowe Organizacji i Kierownictwa), Toruń 2002 (różne wersje i wydania).
- Tadeusz Czeżowski (1889 – 1981). Dziedzictwo idei: logika – filozofia – etyka (praca zbiorowa, redaktor naukowy wraz z W. Tyburskim i współautor), UMK, Toruń 2002.
- Dobro: moralność, szczęście i piękno. Studium aksjologii Władysława Tatarkiewicza, Oficyna Wydawnicza Epigram, Bydgoszcz 2013.
- Własność intelektualna w przestrzeni publicznej (praca zbiorowa, redaktor naukowy i współautor), Towarzystwo Naukowe w Toruniu (seria „Colloquia Torunensia”), Toruń 2013.
- Prawda i uczciwość w przestrzeni publicznej – Nie mów fałszywego świadectwa naprzeciw bliźniemu swemu (praca zbiorowa, redaktor naukowy i współautor), Towarzystwo Naukowe w Toruniu (seria „Colloquia Torunensia”), Toruń 2014.
- Filozofia – Etyka – Ekologia. Profesorowi Włodzimierzowi Tyburskiemu w darze (praca zbiorowa, redaktor naukowy wraz z P. Domerackim, A. Grzelińskim, współautor), Wydaw. Nauk. UMK, Toruń 2015.
- Spór o prawa kobiet (praca zbiorowa, redaktor naukowy i współautor), Towarzystwo Naukowe w Toruniu (seria „Colloquia Torunensia”), Toruń 2015.
- Spór o rolę mediów w Polsce (praca zbiorowa, redaktor naukowy i współautor), Towarzystwo Naukowe w Toruniu (seria „Colloquia Torunensia”), Toruń 2016.
- Henryk Elzenberg w sprawie granic etyki niezależnej, „Przegląd Filozoficzny – Nowa Seria”, 2017, R. 26, nr 4 (104).
- Przestrzeń sumienia w życiu publicznym (praca zbiorowa, redaktor naukowy i współautor), Towarzystwo Naukowe w Toruniu (seria „Colloquia Torunensia”), Toruń 2017.
- Jak być w Polsce patriotą? (praca zbiorowa, redaktor naukowy i współautor), Towarzystwo Naukowe w Toruniu (seria „Colloquia Torunensia”), Toruń 2018.
- Etyka jako krytyczna rekonstrukcja etosu. Na marginesie badań Marii Ossowskiej, [w:] W kręgu twórczości Marii Ossowskiej: analiza – inspiracje – alternatywy, pod red. J. Dudek i in., Oficyna Wydaw. UZ, Zielona Góra 2018.
- Aksjologia w szkole lwowsko-warszawskiej, „Studia z Filozofii Polskiej”, 2019, T. 14.
- Stanisław Soldenhoff jako filozof moralności i współtwórca podstaw toruńskiego środowiska naukowego, „Ruch Filozoficzny”, 2019, T. LXXV, nr 1.
- Intuitionism in Contemporary Polish Ethics. Part I. From Modernism to the Lviv-Warsaw School, „Ruch Filozoficzny”, 2019, T. LXXV, nr 4.
- Intuitionism in Contemporary Polish Ethics. Part II. Elzenberg – Ingarden – Wojtyła – Styczeń – Przełęcki, „Ruch Filozoficzny”, 2020, T. LXXVI, nr 2.
- Etyka cnót obywatelskich w polskiej tradycji i współczesności, „Philosophical Discourses”. Prace Naukowe Uniwersytetu Humanistyczno-Przyrodniczego im. Jana Długosza w Częstochowie, 2022, T. 4.
- Korzenie polskiej refleksji nad etyką metodologicznie autonomiczną i jej wartościami, [w:] Racjonalizm, krytycyzm, ścisłość: prace dedykowane profesorowi Adamowi Jonkiszowi z okazji 70. rocznicy urodzin, pod red. P. Duchlińskiego i in., Wydaw. Naukowe Uniwersytetu Ignatianum w Krakowie, Kraków 2023.